# التسلسل الزمني لزيادة القوات في حرب العراق 2007
التسلسل الزمني لزيادة القوات في حرب العراق عام 2007

## يناير
عدد القوات الأمريكية في العراق يبلغ 132,000 جندي.
- 5 يناير 2007: أرسل زعيم الأغلبية في مجلس الشيوخ هاري ريد ورئيسة مجلس النواب نانسي بيلوسي رسالة إلى بوش قالا فيها: "التصعيد هو استراتيجية جربتها بالفعل وفشلت. مثل كثير من القادة العسكريين الحاليين والسابقين، نعتقد أن المحاولة مجدداً ستكون خطأً جسيماً."
- 10 يناير 2007: أعلن بوش رسمياً التصعيد. قال: "لقد التزمت بإرسال أكثر من 20,000 جندي أمريكي إضافي إلى العراق." ووضح هدف التصعيد بأنه "إنشاء عراق موحد وديمقراطي وفدرالي..."، والوسائل: "ستكون لقواتنا مهمة واضحة: مساعدة العراقيين على تطهير وتأمين الأحياء، وحماية السكان المحليين، والتأكد من أن القوات العراقية المتبقية قادرة على توفير الأمن الذي تحتاجه بغداد."[2]
- 11 يناير 2007: قال السيناتور تشاك هيغل (جمهوري-نبراسكا) إن التصعيد هو "أخطر خطأ في السياسة الخارجية للبلاد منذ فيتنام."[3]
- 18 يناير:
  - أصدر هاري ريد مقتطفات من شهادات في مجلس الشيوخ بعنوان "مشروع مساءلة العراق: ملخص إشراف مجلس الشيوخ لهذا الأسبوع على العراق."[4]
- 19 يناير:
  - خلال مؤتمر صحفي مع وزير الدفاع روبرت غيتس، قدّر القائد الأعلى للقوات الأمريكية في العراق الجنرال جورج كيسي أن 21,500 جندي إضافي سيحتاجون للبقاء حتى أواخر الصيف تقريباً.
  - شهد ثلاثة جنرالات برتبة أربعة نجوم أمام لجنة العلاقات الخارجية في مجلس الشيوخ ينصحون بانسحاب الولايات المتحدة من العراق.[5]
    - قال الجنرال جاك كين إنه أوصى بإرسال قوات أكثر بكثير من 21,500 جندي التي اقترحها الرئيس، كما عارض السماح للقوات العراقية بقيادة العمليات المخططة في بغداد، واصفاً ذلك بأنه "لا معنى له".[5]
    - قال باري مكافري: "شخصياً أعتقد أن تصعيد خمس ألوية من الجيش الأمريكي وعدد قليل من كتائب المارينز موزعة على خمسة أشهر هو مهمة حمقاء."
    - الجنرال جوزيف هور، رئيس القيادة المركزية السابق، دعا إلى الانسحاب الكامل للقوات الأمريكية من العراق، قائلاً "في المارينز نقول، 'إذا كنت في حفرة، توقف عن الحفر'."
- 22 يناير 2007: قدم السيناتور جون وارنر (جمهوري-فيرجينيا) قراراً يعارض خطة بوش للعراق.[6]

## فبراير
- 16 فبراير 2007: أقر مجلس النواب قراراً يعارض تصعيد القوات بقوة 246 مقابل 182 صوتاً، وهو أول تصويت حاسم ضد سياسة بوش في العراق خلال أربع سنوات.[7]
- 17 فبراير 2007: أعلنت حكومة العراق وقوات التحالف عن عملية فرض القانون، خطة أمنية كبيرة في بغداد بقيادة الحكومة العراقية،[8][9] وكانت أولى العمليات العديدة التي بلغت ذروتها في صيف 2007.[10][11]

## مارس
- 2 مارس 2007: أعلن البنتاغون أنه سيتم إرسال 7,000 جندي إضافي إلى العراق. وقال مسؤولون في البنتاغون أمام لجنة مجلس الشيوخ: "تصعيد الرئيس بوش للقوات الأمريكية في العراق سيتطلب ما يصل إلى 28,500 جندي."[12]
- 20 مارس 2007: عدد القوات الأمريكية في العراق يصل إلى 152,000 جندي.[13]
- 27 مارس 2007: قال ماكين لـ سي إن إن: "الجنرال بترايوس يذهب هناك يومياً تقريباً في سيارة هامفي غير مسلحة. أعتقد أنه يجب عليك أن تواكب. أنت تعطي نفس الخطاب القديم قبل ثلاثة أشهر. أفهم ذلك، لكننا لا نحصل على ذلك من خلال فلتر بعض وسائل الإعلام." وأضاف لاحقاً: "لا توجد سيارات هامفي غير مسلحة، هذا واضح."[14]

## أبريل
عدد القوات الأمريكية في العراق يصل إلى 150,000 جندي.
- 5 أبريل 2007: سيتم إرسال 12,000 جندي من الحرس الوطني إلى العراق وأفغانستان. وقالت وزارة الدفاع: "بعد تصعيد مثير للجدل بقوة 21,000 جندي أمريكي ضاق به الجيش، تستعد الوزارة لإرسال 12,000 جندي آخر من قوات الحرس الوطني."[15]
- 26 أبريل 2007: أقر مجلس الشيوخ مشروع قانون لسحب القوات من العراق بأغلبية ضيقة 51-46 صوتاً. وكان مجلس النواب قد أقر نفس القانون في الأسبوع السابق، ومن المتوقع أن يرفضه الرئيس بوش بسرعة. قد يكون الفيتو في ذكرى الخطاب الذي أعلن فيه الرئيس نصر العراق.[16]
- 26 أبريل 2007: حذر الجنرال بترايوس من أن الحرب في العراق "معقدة للغاية وصعبة جداً"، وقال إن الجهد الأمريكي قد يصبح أصعب قبل أن يصبح أسهل، وأضاف: "نحن فقط في بداية الجهد الجديد."[17]

## مايو
- 25 مايو 2007: بعد أربعة أشهر من إعلان التصعيد، أقر الكونغرس قانون H.R. 2206 ووقعه الرئيس، ويشمل ميزانية حرب بقيمة 120 مليار دولار مع 18 معياراً لتقييم تقدم الحكومة العراقية نحو الاستقرار.[18]

ينص القانون على أن استراتيجية الولايات المتحدة في العراق ستكون مرتبطة بتحقيق الحكومة العراقية لهذه المعايير، لكنه لا يحدد شروط الانسحاب أو معايير نجاح التصعيد.

## يونيو
- 3 يونيو 2007: "تؤكد بيانات البنتاغون ارتفاع شدة القتال وزيادة فتك الهجمات ضد القوات الأمريكية، إذ انخفضت نسبة الجرحى إلى القتلى في مايو إلى حوالي 4.8 إلى 1 مقارنة بمتوسط 8 إلى 1 في الصراع العراقي. وقال جون بايك، مدير موقع جلوبال سيكيوريتي دوت أورج: 'كلما اقتربت من قتال مباشر، اقتربت من نسبة 3 إلى 1 التي كانت نموذجية في الحروب الأمريكية في القرن العشرين.'"[20]
- 4 يونيو 2007: قال الجنرال المتقاعد ريكاردو سانشيز، القائد السابق للقوات الأمريكية في العراق: "أعتقد أنه إذا قمنا بالأمور السياسية والاقتصادية بشكل صحيح مع القيادة العراقية المناسبة، يمكننا إنقاذ على الأقل حالة تعادل أو على الأقل تأجيل الهزيمة."[21]
- 11 يونيو 2007: بدأت القوات الأمريكية في تسليح القبائل السنية، وهي استراتيجية تحمل مخاطر معروفة، حيث تسلح مجموعات سنية وعدت بمحاربة متشددي القاعدة الذين كانوا حلفاء لهم في السابق. وقال النقاد إن الخطة قد تعني تسليح الأمريكيين لكلا الطرفين في حرب أهلية مستقبلية.[22]
- 15 يونيو 2007: بدأت عمليات التصعيد. أبلغ الجيش الأمريكي أن 28,000 جندي مطلوبين للتصعيد وصلوا إلى العراق وأن العمليات يمكن أن تبدأ الآن. "جميع القوات المحددة كجزء من التصعيد أكملت تحركاتها الاستراتيجية إلى المسرح في العراق."[23][24]

## يوليو
- 15 يوليو 2007: تقرير مؤقت للبيت الأبيض قيّم أن 7 من أصل 18 معيارًا عراقيًا لم تُلبَّ بعد بشكل مرضٍ، في حين تحقق معيار واحد بنجاح متباين. أما المعايير العشرة المتبقية فتم تقييمها بأنها غير مرضية.[25]

تقرير صادر عن مكتب المحاسبة الحكومي (GAO)، وهو جهة بحثية تابعة للكونغرس، ذكر أن العراق لم يحقق 11 من 18 معيارًا، وأن ثلاثة معايير أخرى كانت نتائجها مختلطة.

## أغسطس
- 13 أغسطس 2007: تصريحات من نواب بريطانيين تشير إلى فقدان المملكة المتحدة الثقة في خطة الزيادة. لجنة الشؤون الخارجية التي يقودها حزب العمال قالت إن زيادة القوات الأمريكية في شوارع بغداد أكثر لن تنهي العنف، ومن غير المرجح أن تنجح.[27]

## سبتمبر
بلغ ذروة قوات التصعيد الأمريكية 168,000 جندي، واستمر هذا العدد حتى نوفمبر 2007 حين بدأت عمليات الانسحاب.

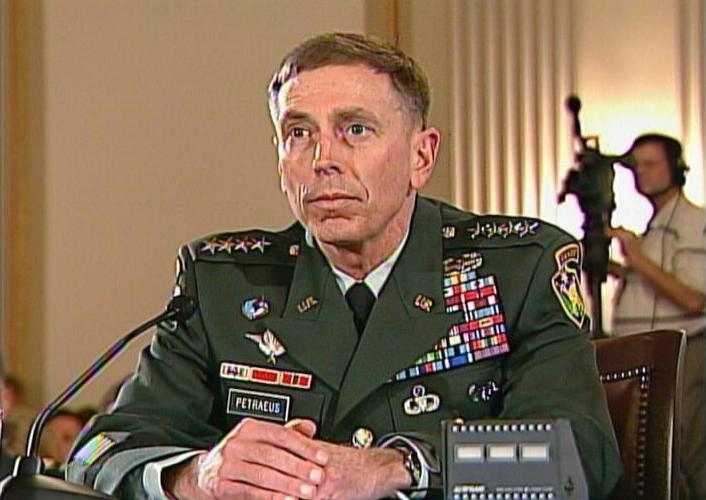
الجنرال ديفيد بتريوس، القائد الأعلى للقوات الأميركية في العراق، يظهر أمام الكونغرس للإدلاء بشهادته حول تقييم التقدم المحرز في العراق، كما يظهر في الصورة في العاشر من سبتمبر 2007.

- 10-11 سبتمبر 2007: أدلى الجنرال ديفيد بتريوس، القائد العسكري الأعلى في العراق، والسفير ريان كروكر بتقارير إلى الكونغرس الأمريكي حول تقدم خطة الزيادة. في تقريره، قال بتريوس إن الخطة حققت أهدافها العسكرية إلى حد كبير. خلال شهادته، قالت السيناتور هيلاري كلينتون للجنرال بتريوس إن تقريره يتطلب "تعليقًا طوعيًا للشك".

## نوفمبر
- 1 نوفمبر 2007: أفادت بي بي سي أن الاتجاه التنازلي في العنف يبدو أنه يؤكد ادعاءات البنتاغون بأن استراتيجية الزيادة تعمل.[28]
- 1 نوفمبر 2007: سجل معهد بروكينغز، وهو مركز أبحاث مستقل، تراجعًا في عدد الوفيات غير القتالية للقوات الأمريكية: 42 في سبتمبر، 75 في أغسطس، 69 في يوليو، 92 في يونيو و121 في مايو.[29]
- 24 نوفمبر 2007: أعلن انتهاء فعلي لخطة الزيادة في العراق عندما أعلنت السلطات انسحاب 5,000 جندي من اللواء الثالث، الفرقة الأولى للفرسان، من العراق دون استبدال، استجابة لتراجع العنف. كان اللواء متمركزًا في محافظة ديالى.[30]
- 28 نوفمبر 2007: المرشح الرئاسي جو بايدن (ديمقراطي من ديلاوير) عبّر عن رأيه حول خطة الزيادة قائلاً: "هذه الفكرة كاملةً أن الزيادة تنجح هي خيال".[31][32]
- 30 نوفمبر 2007: النائب الأمريكي جون ميرثا (ديمقراطي من بنسلفانيا)، وهو ناقد صريح لحرب العراق، قال إنه لاحظ علامات تقدم عسكري كبير خلال زيارة قصيرة للشرق الأوسط. "أعتقد أن الزيادة تنجح".[33] لكنه أوضح لاحقًا أن "الحقيقة تبقى أن الحرب في العراق لا يمكن الفوز بها عسكريًا، وأنه يجب أن نبدأ إعادة نشر قوات الولايات المتحدة من العراق بشكل منظم في أقرب وقت ممكن"، وأن الحكومة العراقية "فشلت في استثمار الخطوات السياسية والدبلوماسية التي كانت خطة الزيادة تهدف لتحقيقها".[34]